# Bulbophyllum subtrilobatum
Bulbophyllum subtrilobatum là một loài phong lan thuộc chi Bulbophyllum.